# Paulo Marcelo Souza Alves
Paulo Marcelo Souza Alves, (sinh ngày 20 tháng 7 năm 1995 ở Guaratinguetá) là một cầu thủ bóng đá người Brasil, thi đấu cho IFK Värnamo tại Superettan.

## Thống kê sự nghiệp
Tính đến 4 tháng 1 năm 2017
| Câu lạc bộ          | Mùa giải            | Giải vô địch        | Giải vô địch | Giải vô địch | State Giải vô địch | State Giải vô địch | Cúp     | Cúp       | Conmebol | Conmebol  | Khác    | Khác      | Tổng cộng | Tổng cộng |
| Câu lạc bộ          | Mùa giải            | Hạng đấu            | Số trận      | Bàn thắng    | Số trận            | Bàn thắng          | Số trận | Bàn thắng | Số trận  | Bàn thắng | Số trận | Bàn thắng | Số trận   | Bàn thắng |
| ------------------- | ------------------- | ------------------- | ------------ | ------------ | ------------------ | ------------------ | ------- | --------- | -------- | --------- | ------- | --------- | --------- | --------- |
| São Bernardo        | 2015                | Paulista            | —            | —            | 3                  | 1                  | —       | —         | —        | —         | 10      | 1         | 13        | 2         |
| São Bernardo        | 2016                | Paulista            | —            | —            | 7                  | 0                  | —       | —         | —        | —         | —       | —         | 7         | 0         |
| São Bernardo        | Subtotal            | Subtotal            | —            | —            | 10                 | 1                  | —       | —         | —        | —         | 10      | 1         | 20        | 2         |
| Sampaio Corrêa      | 2016                | Série B             | 4            | 0            | —                  | —                  | 1       | 0         | —        | —         | —       | —         | 5         | 0         |
| Tổng cộng sự nghiệp | Tổng cộng sự nghiệp | Tổng cộng sự nghiệp | 4            | 0            | 10                 | 1                  | 1       | 0         | —        | —         | 10      | 1         | 25        | 2         |